# Col cuore in mano
Col cuore in mano (Serce na dłoni) è un film del 2008 diretto da Krzysztof Zanussi.